# Trainerakademie Köln
Die Trainerakademie Köln des Deutschen Olympischen Sportbundes ist die Ausbildungsstätte für die höchste Trainerlizenz in Deutschland. Mit dem Abschluss erwerben die Absolventen den Titel „Diplom-Trainerin/Diplom-Trainer des Deutschen Olympischen Sportbundes“. 

## Historie
Die Trainerakademie Köln des DOSB wurde 1974 in Köln gegründet. Träger ist der „Verein Trainerakademie Köln des DOSB e. V.“, der sich aus Vertretern der öffentlichen Sportverwaltung und der Sportselbstverwaltung zusammensetzt. Diesem Verein steht das Kuratorium für die Trainerakademie beratend zur Seite. Seit 1974 haben 1548 Trainerinnen und Trainer aus 55 Sportarten das Diplom-Trainer-Studium an der Trainerakademie Köln erfolgreich abgeschlossen. Das Diplom-Trainer-Studium an der Trainerakademie wird berufsbegleitend durchgeführt und beinhaltet allgemeine Grundlagen sowie sportübergreifende und sportartspezifische Inhalte. Die Studiendauer beträgt drei Jahre und umfasst mindestens 1300 Lerneinheiten. Das Studium ist als vierte und höchste Lizenzstufe integraler Bestandteil der Rahmenrichtlinien für Qualifizierung im Bereich des Deutschen Olympischen Sportbundes und schließt mit der Qualifikation zum/zur „staatlich geprüften Trainer/in des Landes NRW“ und dem Titel „Diplom-Trainer/in des DOSB“ ab. Ziel ist der Erwerb der Qualifikation für eine hauptberufliche Tätigkeit im Leistungssport. Spätere Einsatzbereiche können sein: Sportdirektor, Bundes- oder Landestrainer, Trainerassistent, Stützpunkt- oder Vereinstrainer. Die Fachoberschulreife, die Trainer-A-Lizenz und die sportfachliche Befürwortung der Bewerbung durch den Spitzenverband bilden die Zulassungsbedingungen zum Studium.

## Organisation
Dem Verein Trainerakademie Köln gehörten zunächst sieben Spitzenverbände (Boxen, Gewichtheben, Fechten, Hockey, Judo,  Ringen, Schwimmen) an. Heute (2016) hat der Verein 72 Mitglieder:
- 52 Spitzenverbände, darunter alle olympischen Spitzenverbände
- alle 16 Landessportbünde,
- Institut für Angewandte Trainingswissenschaft / Institut für Forschung und Entwicklung von Sportgeräten
- Stiftung Deutsche Sporthilfe
- Deutscher Olympischer Sportbund
- Deutsche  Gesellschaft für Sportmedizin und Prävention.

Die Trainerakademie ist international im Verband der Trainerakademien (International Council for Coaching Excellence) vernetzt und arbeitet eng mit der Sporthochschule Köln und dem Institut für Angewandte Trainingswissenschaft Leipzig zusammen.

### Leitung
Die Akademie wird von einem Direktor geleitet. Der Verein wählt sich außerdem einen Vorsitzenden, der in der Regel von den Sportverbänden gestellt wird.
Direktoren
- Hugo Budinger (1974–1993)
- Jürgen Kozel (1993–2000)
- Hannelore Oschütz (2000–2005)
- Lutz Nordmann (2005–2024)
- Lothar Linz (seit 2024)

Vorsitzende
- Rolf Andresen (1974–1976)
- Heinz Fallak (1976–1983)
- Henrik Lotz (1983–2000)
- Dieter Kespohl (2000–2008)
- Thomas Weikert (2008–2016)
- Dirk Schimmelpfennig (2016–2022)
- Torsten Burmester (2022–2023)
- Olaf Tabor (seit 2023)